# Thomas Hall

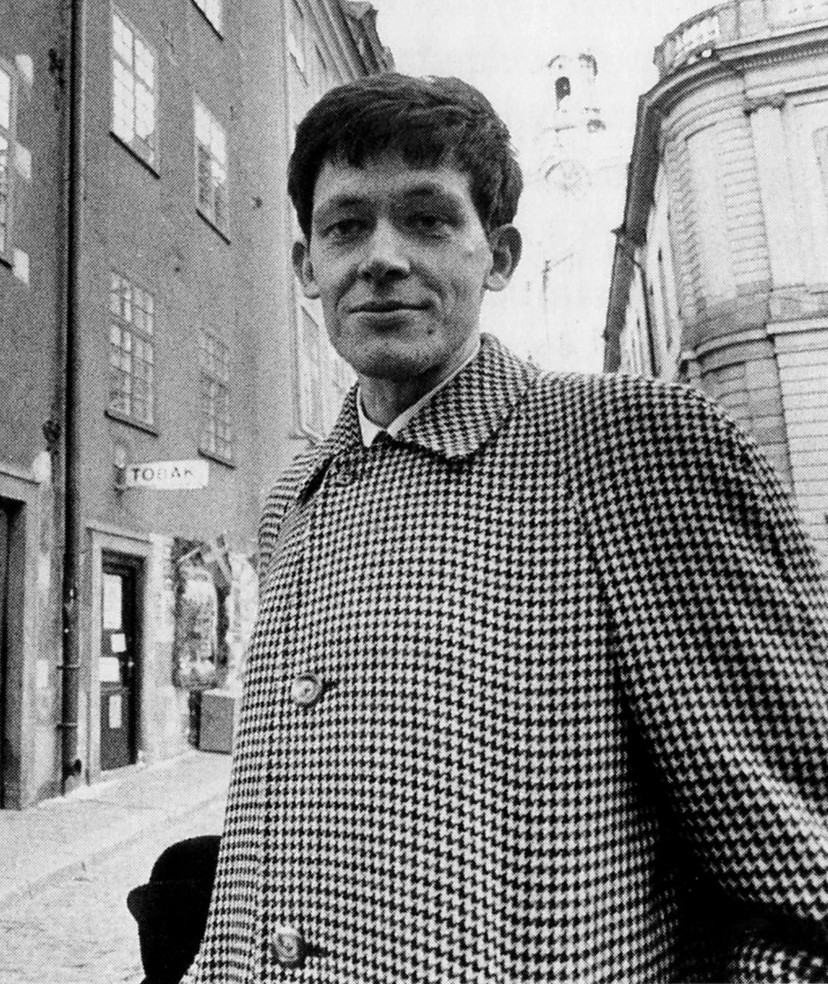
Thomas Hall på 1960-talet.

Thomas Hall, född 19 juli 1939 i Örgryte församling, död 12 september 2014 i Hägersten, var professor i konstvetenskap vid Stockholms universitet, forskare i arkitekturhistoria och författare.
Hall är begravd på Galärvarvskyrkogården i Stockholm. Han var son till journalisten Åke Hall och far till David Hall.

## Publikationer
Thomas Hall har i ett flertal böcker, avhandlingar och debattartiklar beskrivit svensk arkitektur från bondesamhället till industrialism . Stockholms omvandling från en medeltida småstad till dagens storstad ägnade han en särskild bok, Huvudstad i omvandling, som utkom 1999 i samband med SVT:s TV-serie Svenska hus och Drömmen om staden.
Huvudstad i omvandling har även utgivits på engelska under titeln Stockholm: the making of a metropolis. På årsmötet 2008 utdelades Stiftelsen Höjerings stipendium för Stockholmiana till Thomas Hall för hans arbete med boken.

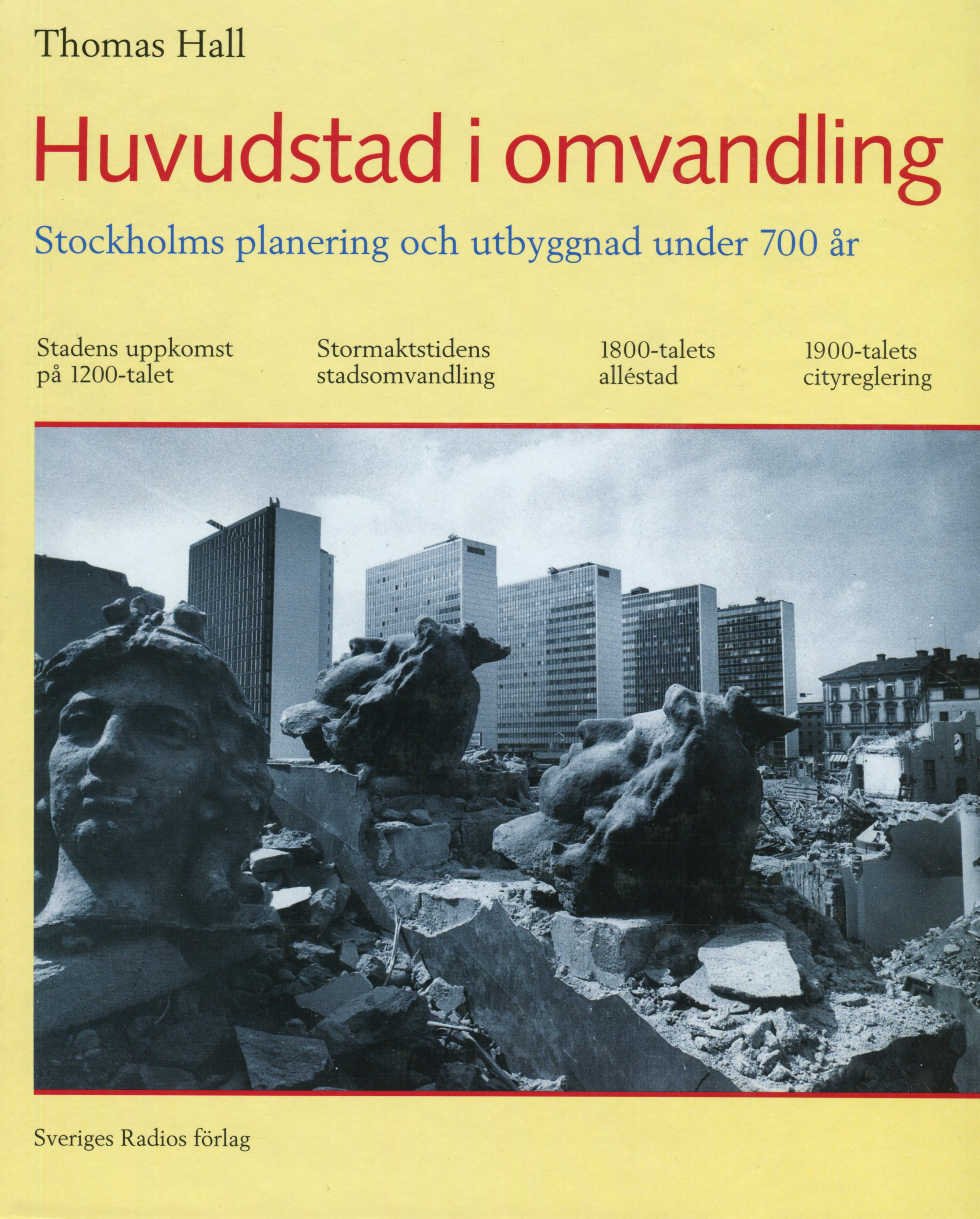
Huvudstad i omvandling (1999).

Thomas Hall har även publicerat böcker och avhandlingar på tyska, bland dem Mittelalterliche Stadtgrundrisse: Versuch einer Übersicht der Entwicklung in Deutschland und Frankreich (1978) och Planung europäischer Hauptstädte: zur Entwicklung des Städtebaues im 19. Jahrhundert (1986).

## Arkitekturkritikern och debattören
Norrmalmsregleringen, den stora omdaningen av Nedre Norrmalm i Stockholm på 1950- till 1970-talen, har Thomas Hall behandlat i mycket kritiska ordalag. Han ägnade en stor del av sin bok Huvudstad i omvandling (1999) till kapitlet “Cityombyggnadens uppgång och fall”. Redan i bokens "Introduktion" menar han:
| ” | 1950- och 1960-talens stora cityombyggnad, som har sin utgångspunkt i Lilienbergs (Albert Lilienberg) generalplan, föranledde tre översiktsplaner: 1946 års plan för Norrmalm, City 62 och City 67. De präglas av suverän likgiltighet för det bestående och övertygelsen om att planförfattarna satt inne med de enda rätta, för att inte säga enda möjliga, lösningarna. | „ |

I sin sammanfattning om citysaneringen i Stockholm skriver han.
| ” | Alternativet till en förnyelse (av Nedre Norrmalm) i kommunal regi hade varit ett antal punktsaneringar, genomförda av fastighets- och byggbolag, samt av företag som önskade lokaler i city. Resultatet kunde blivit en sönderhackad stadsstruktur utan ordnad kommunikationsförsörjning. | „ |

Med tanke på dagens nybyggnadsplaner i Stockholms innerstad yttrade Thomas Hall i Svenska Dagbladet i februari 2008 att:
| ” | …det som pågår är mer anmärkningsvärt än 60- och 70-taletns beramade rivningar i Klara… Saneringarna i City var ju oändligt mycket bättre förberedda. Man hade utrett i ett par decennier vad man skulle göra, även om det var fel, så var det ändå genomtänkt. Nu verkar det gå till så att man nästan från ena dagen till den andra bestämmer sig för vad man ska göra...det finns ett sug hos många stockholmspolitiker efter spektakulära nyheter. På 60- och 70-talet fanns det ju starka protester, som inte finns nu. Det är väl tidsandan. | „ |

Även den planerade tillbyggnaden av Stockholms stadsbibliotek, Gunnar Asplunds verk, har han kritiserat skarpt i Svenska Dagbladet. Under rubriken Spotta inte på arkitekten Asplund skriver han och 25 andra kulturpersonligheter, bland dem Fredric Bedoire, Horace Engdahl, Eva Rudberg, Hans Wohlin och Per Wästberg:
| ” | Ett av Asplunds absolut främsta verk, Stockholms Stadsbibliotek, står nu inför en eventuell genomgripande om- och tillbyggnad. Det står klart att den process som pågår inte håller den nivå som svarar mot byggnadens kulturarvsstatus – nationellt och internationellt... En nybyggnad på annan plats skulle istället ytterligare kunna berika Stockholm som stad både för invånarna och för internationella besökare. | „ |